# Speedway (Indiana)
Speedway è una città degli Stati Uniti d'America situata nella Contea di Marion, nello Stato dell'Indiana.
È sede del famoso autodromo di Indianapolis, il più antico tuttora in uso nonché il più grande impianto sportivo del pianeta, nonché del Museo dell'Indianapolis Motor Speedway.
La popolazione era di 11.812 abitanti nel censimento del 2010.